# Homoiothemara eurycephala
Homoiothemara eurycephala är en tvåvingeart som beskrevs av Hardy 1988. Homoiothemara eurycephala ingår i släktet Homoiothemara och familjen borrflugor. Inga underarter finns listade i Catalogue of Life.